# Condado de LaPorte
O Condado de LaPorte é um dos 92 condados do Estado americano de Indiana. A sede do condado é LaPorte, e sua maior cidade é LaPorte. O condado possui uma área de 1 588 km² (dos quais 38 km² estão cobertos por água), uma população de 110 106 habitantes, e uma densidade populacional de 71 hab/km² (segundo o censo nacional de 2000). O condado foi fundado em 1832.